# Korolow (miasto)
Korolow (ros. Королёв, dawniej Podlipki, 1928–1938 Kalininskij, do 1996 Kaliningrad) – miasto w Rosji, w obwodzie moskiewskim, liczy 225 tys. mieszkańców (2020), znajduje się w odległości 23 km od centrum Moskwy w kierunku północno-wschodnim. Obecna nazwa miasta została nadana na cześć radzieckiego konstruktora rakiet i statków kosmicznych Siergieja Korolowa.
Korolow nieoficjalnie nazywany jest kosmiczną stolicą Rosji.

## Przemysł i nauka
Korolow jest obecnie dużym ośrodkiem przemysłu kosmicznego. Do największych przedsiębiorstw zaliczają się:
- RKK Energia – wiodące rosyjskie przedsiębiorstwo przemysłu kosmicznego,
- Centralnyj Nauczno-Issliedowatielnyj Institut Maszinostrojenia – zrzeszenie zajmujące się badaniami, eksperymentami i projektowaniem rakiet i statków kosmicznych. W ramach Instytutu działa między innymi centrum kontroli lotów kosmicznych, zwłaszcza misji związanych z Międzynarodową Stacją Kosmiczną,
- OAO „Takticzeskoje Rakietnoje Woorużenije” – korporacja będąca jednym z największych producentów uzbrojenia w Rosji. Jest największym producentem rakietowych pocisków przeciwokrętowych, antyradarowych oraz wielozadaniowych pocisków dla lotnictwa i morskich systemów taktycznych. W składa korporacji wchodzi 19 przedsiębiorstw położonych na terenie całej Rosji.